# Yaviza
Yaviza est un corregimiento et une ville panaméenne de la province de Darién, dans l'est du pays.

## Géographie

### Situation
Yaviza occupe 397,1 km2 de superficie à l'est du Panama, dans la région du Darién, à 97 km de la frontière avec la Colombie.
Elle est arrosée par le rio Tuira, près de son confluent avec la Chucunaque.

### Voies de communication et transports
Yaviza est située à l'extrémité du tronçon nord de la transaméricaine en provenance d'Alaska. La route est ensuite interrompue par le bouchon du Darién, avant de reprendre à partir de la ville de Turbo en Colombie.

## Politique et administration
Yaviza est une commune (corregimiento) du district de Pinogana, dans la province de Darién.

## Démographie
En 2010, la commune abritait 4 441 habitants.

## Littérature
J.M.G. Le Clezio évoque la ville dans La fête chantée (1997).